# Четвёртая Македонская война
Четвёртая Македо́нская война́ (150—148 годы до н. э.) стала заключительной войной между Римом и Македонией. Она началась в результате того, что некий самозванец Андриск, объявивший себя сыном последнего македонского царя Персея, при поддержке фракийских наёмников, занял македонский трон. После некоторых успехов в начале войны Андриск был полностью повержен римским полководцем Квинтом Цецилием Метеллом, удостоившимся за разгром войск Андриска почётного прозвания «Македонский» (лат. Macedonicus).
Два года спустя Македония была обращена в римскую провинцию.